# Desmiphora laterialba
Desmiphora laterialba là một loài bọ cánh cứng trong họ Cerambycidae.